# Max Immelmann
Max Immelmann (Dresden, 21 de setembre del 1890 – Sallaumines, 18 de juny del 1916) fou un pilot de caça alemany de la Primera Guerra Mundial, distingit per ser el primer as de la Luftstreitkräfte (el predecessor de la Luftwaffe). També és conegut per la tàctica aèria que porta el seu nom, el gir Immelmann.

## Biografia
Immelmann nasqué a la ciutat alemanya de Dresden el 1890. Als catorze anys, s'enrolà al Cadet de Cossos de Dresden. Als vint-i-quatre anys, esclatà la Primera Guerra Mundial, i Immelmann, que tenia dots d'enginyeria s'afilià a les forces aèries alemanyes, amb la intenció de treballar d'enginyer. No obstant, es convertí en pilot, i s'entrenà amb avions com el Fokker Eindekker, el Rumpler Taube i el L.V.G. Allà, conegué a Oswald Boelcke. Al principi de la guerra, era un aviador de transport, i portava provisions i el correu cap a les línies alemanyes. El 3 de juny del 1915, fou abatut per un Farman Francès, però aconseguí aterrar el seu avió a dins de les línies alemanyes. Per aquesta acció, se li concedí la Creu de Ferro.
L'1 d'agost del 1915, Immelmann aconseguí la seva primera victòria, un B.E.2 anglès. El 21 i el 22 de setembre, Immelmann va sumar més victòries, però el dia 23, un avió francès acribillà el seu avió, perforant el dipòsit de gasolina i destruint el tren d'aterratge. Tot i això, Immelmann sobrevisqué, i, abans d'acabar l'any, es convertí en un as. El 7 de desembre, va aconseguir la seva setena victòria.
Durant la tardor del 1915, sorgí una rivalitat amistosa entre Immelmann i Boelcke. Encara que en el moment cap dels dos era un pilot expert, anaven sumant les seves victòries i comparant els seus resultats, l'un amb l'altre. El 2 de gener del 1916, Immelmann i Boelcke aconseguiren les seves vuitenes victòries, amb la qual cosa foren condecorats amb l'ordre de Pour le Mérite. El juny del 1916, Immelmann ja sumava 15 victòries.

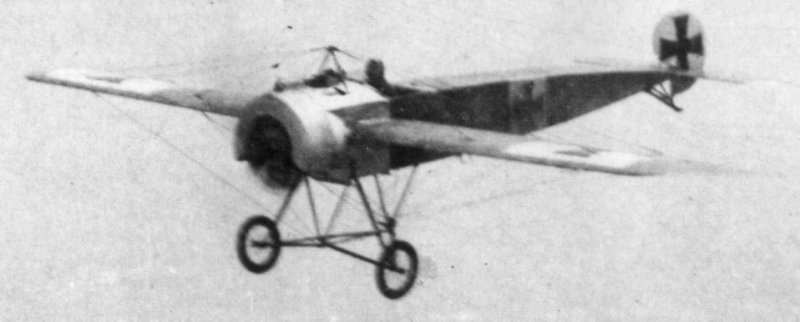
Un Fokker Eindecker, l'avió que utilitzà en combat Max Immelmann

## Últim combat i mort
El 18 de juny del 1916, Immelmann interceptà uns FE-2b's anglesos, i es creu que un dels FE-2b's tocà l'avió d'Immelmann i, posteriorment, aquest va perdre el control, caigué en picat i s'estavellà contra el terra. Hi ha una gran controvèrsia sobre la mort d'Immelmann. Les autoritats alemanyes digueren que, després d'una investigació de les restes de l'avió, havia estat abatut per foc antiaeri amic. Altres digueren que Immelmann no havia estat abatut per un avió enemic, sinó que, en realitat, la metralladora sincronitzada muntada en el seu avió era defectuosa, de manera que havia metrallat la seva pròpia hèlix.

## Gir Immemann
Normalment, se li atribueix erròniament a Max Immelmann l'invent del gir Immelmmann perquè aquesta tècnica porta el seu nom. Es creu que és poc probable que Max Immelmann fos l'inventor del gir, i no se sap amb seguretat qui va inventar aquesta tècnica, ni per què fa referència al pilot alemany. Alguns historiadors manifesten que el gir fou inventat per aviadors anglesos, i que era utilitzada per aquests per fugir del mateix Immelmann, encara que no existeix cap font que demostri clarament l'origen del nom i la causa per la que porta el nom de Max Immelman.